# Альтман, Александр Самойлович
Александр Самойлович ( Самуилович)  Альтман (1914—2003) — специалист в области радиотелеметрических систем, разработчик и руководитель работ по созданию первых отечественных радиотелеметрических станций с выходным сигналом в цифровом виде и регистрацией его на магнитном носителе; проектировке оборудования, при помощи которого были сделаны первые кадры из космоса. Ветеран космонавтики России, заслуженный испытатель космической техники, кандидат технических наук.

## Биография
Александр Самойлович Альтман родился 28 января 1914 года в Киеве. В 1939 году он окончил Московский институт инженеров связи по специальности «Проводная связь», инженер-электрик. Ещё обучаясь в институте, в 1938 году Александр Альтман пришёл на радиозавод № 2, где работал сначала начальником лаборатории, а позднее — главным конструктором завода.

### Великая Отечественная война
В начале Великой Отечественной войны (1941—1942) Александр Альтман работал главным конструктором Государственного союзного завода № 625 Народного комиссариата электростанций и электропромышленности СССР. Завод специализировался на выпуске танковых радиостанций, полевых телефонов и миноискателей.
В 1941 году дед Альтмана Элен Будиш был расстрелян в Бабьем Яре. Желая отомстить за его смерть, в 1942 году Александр Альтман ушёл на фронт добровольцем, несмотря на наличие «брони». Старший брат Александра, Лазарь Альтман, майор ГБ и начальник 3 отдела УГБ УНКВД по Ленинградской области, в 1938 году был арестован как "сообщник врага народа Литвина" и в феврале 1939 г. расстрелян в Москве по приговору ВКВС СССР за "грубейшие нарушения соцзаконности и превышение должностных полномочий с особо отягчающими последствиями".
Попав на фронт, Александр Альтман проходил службу в штабе танковых войск, принимал участие в танковом сражении на Курской дуге. 
Член ВКП(б)/КПСС с апреля 1941 года.  В 1944 году был ранен. Окончание войны Альтман встретил рядом с «Кёнигсбергским котлом» в Восточной Пруссии в звании капитана танковых войск. Был награждён медалью «За взятие Кёнигсберга». 
В 1945—1946 годах, во время войны с Японией, Александр Альтман служил в пехоте. В должности помощника начальника связи дивизии принимал участие в битве за Маньчжурию. Был награждён медалью «За победу над Японией».

### Послевоенные годы и наше время
После демобилизации с 1946 по 1948 год Александр Альтман работал в должности начальника лаборатории Государственного научно-исследовательского института № 504 Министерства машиностроения СССР (ныне — ОАО «Импульс» Концерна ПВО «Алмаз-Антей», Москва).
В 1948—1958 годах работал младшим научным сотрудником, старшим инженером, а позднее — ведущим инженером сектора опытных научно-исследовательских работ Московского энергетического института (МЭИ).
В 1958—1967 годах являлся заведующим лабораторией опытного конструкторского бюро п/я № 4120 (ныне — ФГУП «ОКБ МЭИ»). В стенах этой лаборатории было спроектировано оборудование, при помощи которого были сделаны первые кадры из космоса, в том числе знаменитые кадры Юрия Гагарина.
Указом Президиума Верховного Совета СССР от 17 июня 1961 года «за активное участие в подготовке и осуществлении полёта первого в мире космического корабля с человеком на борту» Александр Самойлович Альтман был награждён орденом «Знак Почёта».
В 1967—2000 годах Александр Альтман являлся руководителем сектора, начальником Научно-исследовательской лаборатории ОКБ МЭИ.
С 2000 года и до ухода из жизни в 2003 году Александр Альтман работал ведущим научным сотрудником ФГУП «ОКБ МЭИ».
Александр Самойлович Альтман скончался 11 сентября 2003 года и был похоронен в Москве на Востряковском кладбище в семейном захоронении.

## Достижения
Александр Альтман является разработчиком и руководителем работ по созданию первых отечественных радиотелеметрических станций с выходным сигналом в цифровом виде и регистрацией его на магнитном носителе (станция «Трал-К»).
Создание станции «Трал-К» обеспечивало возможность автоматизированной обработки данных телеизмерений, что и было реализовано в 1961 с помощью специализированной ЭВМ «Старт», разработанной в НИИ-88 специально для комплекса «Трал-К» — «Старт». Комплекс «Трал-К» — «Старт» обеспечивал выдачу экспресс-информации и послеполетную обработку данных телеизмерений с ракет и ИСЗ, оснащенных аппаратурой «Трал-К».
Также Альтман внёс вклад в создание цифровых космических линий связи для передачи целевой информации с КА специального и научного назначения. Один из первых в отечественной практике внедрил в реальную аппаратуру корректирующие помехоустойчивые коды.
Александр Самойлович — автор около 90 научных трудов и многих изобретений, которые до сих применяются в системах связи космических аппаратов.

## Награды
- Орден Красной Звезды (1945, 1977)
- Медаль «За боевые заслуги»
- Медаль «За победу над Германией в Великой Отечественной войне 1941—1945 гг.»
- Медаль «За взятие Кёнигсберга»
- Медаль «За победу над Японией»
- Медаль «За трудовую доблесть» (1958)
- Орден «Знак Почёта» (1961)
- Орден Трудового Красного Знамени (1969)
- Медаль «За доблестный труд. В ознаменование 100-летия со дня рождения В. И. Ленина» (1970)
- Орден Отечественной войны I степени (1985)
- Почётные знаки и медали Федерации космонавтики России.